# Lijst van albums van Nero
Hieronder volgt een volledige lijst van albums van  Nero, de stripfiguur van de hand van striptekenaar Marc Sleen. 
Verhalen met een ° voor de titel in de eerste reeks (1 t/m 53) werden nadien ingekleurd en verschenen decennia later ook in vierkleurendruk-albums. De nummering van 85-86-87 (Stedentrilogie) klopt niet met de nummering van de verhalen, aangegeven op de aankondigingen (139 - 141 - 140). Nochtans is de data van de chronologie van verschijnen (van - tot) wel correct. 

## In het dagbladDe Nieuwe Gids
De verhalen met een * voor de titel verschenen onder de titel De avonturen van Detective Van Zwam.
| Nummer | Titel                         | Van               | Tot               |
| ------ | ----------------------------- | ----------------- | ----------------- |
| 1      | * ° Het Geheim van Matsuoka   | 2 oktober 1947    | 8 januari 1948    |
| 2      | * Het B-Gevaar                | 10 januari 1948   | 18 mei 1948       |
| 3      | * Het Zeespook                | 19 mei 1948       | 6 september 1948  |
| 4      | * ° Het Rattenkasteel         | 8 september 1948  | 21 december 1948  |
| 5      | * ° De Erfenis van Nero       | 27 december 1948  | 2 juni 1949       |
| 6      | * ° De Blauwe Toekan          | 3 juni 1949       | 14 september 1949 |
| 7      | * De Juwelen van Gaga-Pan     | 14 september 1949 | 16 januari 1950   |
| 8      | * De Man met het Gouden Hoofd | 17 januari 1950   | 31 maart 1950     |

De eerste drie verhalen werden in 1961-1962 hertekend door Hurey; enkel "Het B-gevaar" verscheen opnieuw in de krant. 

## In het dagbladHet Volk
De verhalen met een * voor de titel verschenen onder de titel De avonturen van detective Van Zwam.
De verhalen met een ** voor de titel verschenen onder de titel De avonturen van Nero en zijn hoed.
| Nummer | Titel                                                | Van               | Tot               |
| ------ | ---------------------------------------------------- | ----------------- | ----------------- |
| 9      | * ° De Hoed van Geeraard de Duivel                   | 1 april 1950      | 4 september 1950  |
| 10     | ** ° Moea-Papoea                                     | 5 september 1950  | 26 januari 1951   |
| 11     | ** ° De Zwarte Voeten                                | 27 januari 1951   | 2 juni 1951       |
| 12     | De Bronnen van Sing Song Li                          | 4 juni 1951       | 15 oktober 1951   |
| 13     | Het Vredesoffensief van Nero                         | 16 oktober 1951   | 21 februari 1952  |
| 14     | Beo de Verschrikkelijke                              | 22 februari 1952  | 3 juli 1952       |
| 15     | De Bende van de Zwarte Kous                          | 4 juli 1952       | 15 november 1952  |
| 16     | De Ark van Nero                                      | 17 november 1952  | 21 februari 1953  |
| 17     | ° De Ring van Petatje                                | 23 februari 1953  | 7 juli 1953       |
| 18     | De Rode Keizer                                       | 8 juli 1953       | 18 november 1953  |
| 19     | De Hoorn des Overvloeds                              | 19 november 1953  | 8 april 1954      |
| 20     | De Gouden Vrouw                                      | 9 april 1954      | 26 augustus 1954  |
| 21     | De Groene Chinees                                    | 27 augustus 1954  | 25 december 1954  |
| 22     | Pol de Pijpegeest                                    | 28 december 1954  | 9 mei 1955        |
| 23     | De X-bom                                             | 10 mei 1955       | 8 september 1955  |
| 24     | Het Ei van October                                   | 9 september 1955  | 9 januari 1956    |
| 25     | De Wortelschieters                                   | 9 januari 1956    | 19 mei 1956       |
| 26     | De Negen Peperbollen                                 | 20 mei 1956       | 20 september 1956 |
| 27     | ° De IJzeren Kolonel                                 | 21 september 1956 | 19 januari 1957   |
| 28     | ° De Granaatslikker                                  | 21 januari 1957   | 24 mei 1957       |
| 29     | De Vliegende Handschoen                              | 25 mei 1957       | 17 september 1957 |
| 30     | Het Geheim van Bakkendoen                            | 18 september 1957 | 18 januari 1958   |
| 31     | De Pax Apostel                                       | 20 januari 1958   | 12 mei 1958       |
| 32     | Operatie Koekoek                                     | 14 mei 1958       | 17 september 1958 |
| 33     | Het Knalgele Koffertje                               | 20 september 1958 | 16 januari 1959   |
| 34     | De Daverende Pitteleer (in NL: De Daverende Slipjas) | 17 januari 1959   | 14 mei 1959       |
| 35     | De Draak van Halfzeven                               | 16 mei 1959       | 13 september 1959 |
| 36     | ° De Zoon van Nero                                   | 14 september 1959 | 10 januari 1960   |
| 37     | Het Wonderwolkje                                     | 15 januari 1960   | 12 mei 1960       |
| 38     | De Brollebril                                        | 14 mei 1960       | 8 september 1960  |
| 39     | De Nerovingers                                       | 9 september 1960  | 25 december 1960  |
| 40     | De Groene Patreel                                    | 2 januari 1961    | 5 april 1961      |
| 41     | Kangoeroe-eiland                                     | 6 april 1961      | 28 juli 1961      |
| 42     | Het Lodderhoofd                                      | 1 december 1961   | 22 maart 1962     |
| 43     | De Witte Parel                                       | 24 maart 1962     | 16 juli 1962      |
| 44     | De Driedubbelgestreepte                              | 18 juli 1962      | 1 november 1962   |
| 45     | De Kille Man Djaro                                   | 2 november 1962   | 19 februari 1963  |
| 46     | Het Zevende Spuitje                                  | 20 februari 1963  | 30 mei 1963       |
| 47     | De Brief aan Nasser                                  | 1 juni 1963       | 13 september 1963 |
| 48     | De Juweleneter                                       | 14 september 1963 | 30 december 1963  |
| 49     | De Kromme Cobra                                      | 3 januari 1964    | 10 april 1964     |
| 50     | De Spekschieter                                      | 11 april 1964     | 19 juli 1964      |
| 51     | De Krabbekokers                                      | 20 juli 1964      | 28 oktober 1964   |
| 52     | De Pijpeplakkers                                     | 29 oktober 1964   | 2 februari 1965   |
| 53     | De Lowie-Treize Kast (voortijdig beëindigd)          | 1 februari 1965   | 31 maart 1965     |

Deze vroege Nero-verhalen, tot en met De Lowie-Treize Kast, werden vanaf 1998 heruitgegeven door Standaard Uitgeverij onder de gezamenlijke titel De klassieke avonturen van Nero, met naast het eigenlijke stripverhaal ook achtergrondinformatie en andere illustraties van Marc Sleen uit deze periode.

## In de krantenDe Standaard/Het Nieuwsblad
De album-uitgaven van deze verhalen werden opnieuw vanaf 1 genummerd, te beginnen met Het Bobobeeldje en waren tot en met het nummer 9 in blauw/roodbruin gedrukt. Vanaf  Arthur de Vetvogel (nummer 10) verschenen de albums in kleur, evenals de herdrukken van de nummers 1 tot 9.
| Nummer | Titel                                                    | Van               | Tot               |
| ------ | -------------------------------------------------------- | ----------------- | ----------------- |
| 0      | De Geschiedenis van Sleenovia (getekend door "WIREL")    | 12 april 1965     | 30 juni 1965      |
| 1      | Het Bobobeeldje                                          | 1 juli 1965       | 30 september 1965 |
| 2      | Het Groene Vuur                                          | 1 oktober 1965    | 3 januari 1966    |
| 3      | De Linkadoors                                            | 4 januari 1966    | 31 maart 1966     |
| 4      | Aboe-Markoeb                                             | 1 april 1966      | 30 juni 1966      |
| 5      | Het Geheim van Slappe Bizon                              | 1 juli 1966       | 30 september 1966 |
| 6      | De Paarse Futen                                          | 1 oktober 1966    | 3 januari 1967    |
| 7      | De Lolifanten                                            | 4 januari 1967    | 5 april 1967      |
| 8      | De Matras van Madras                                     | 6 april 1967      | 6 juli 1967       |
| 9      | Kouwe Kwibus                                             | 7 juli 1967       | 8 oktober 1967    |
| 10     | Arthur de Vetvogel                                       | 9 oktober 1967    | 11 januari 1968   |
| 11     | De Wallabieten                                           | 12 januari 1968   | 11 april 1968     |
| 12     | De Gouden Kabouter                                       | 12 april 1968     | 16 juli 1968      |
| 13     | Baringo                                                  | 17 juli 1968      | 16 oktober 1968   |
| 14     | Nero tegen de F-F-F-                                     | 17 oktober 1968   | 20 januari 1969   |
| 15     | Toffe Theo                                               | 21 januari 1969   | 22 april 1969     |
| 16     | Mama Kali                                                | 23 april 1969     | 27 juli 1969      |
| 17     | De Blauwe Mannen                                         | 28 juli 1969      | 27 oktober 1969   |
| 18     | De Woefwasserij                                          | 28 oktober 1969   | 29 januari 1970   |
| 19     | De Nerotiekers                                           | 30 januari 1970   | 3 mei 1970        |
| 20     | De Dolle Dina's                                          | 4 mei 1970        | 3 augustus 1970   |
| 21     | De Kakelende Kaketoe                                     | 4 augustus 1970   | 3 november 1970   |
| 22     | Hoed je voor Kastar                                      | 4 november 1970   | 17 januari 1971   |
| 23     | De Paprikanen                                            | 18 januari 1971   | 28 maart 1971     |
| 24     | Magellaan II                                             | 27 maart 1971     | 10 juni 1971      |
| 25     | Zongo in de Kongo                                        | 11 juni 1971      | 20 augustus 1971  |
| 26     | De Gele Gorilla                                          | 21 augustus 1971  | 29 oktober 1971   |
| 27     | De Totentrekkers                                         | 30 oktober 1971   | 12 januari 1972   |
| 28     | Iwan de Verschrikkelijke                                 | 13 januari 1972   | 22 maart 1972     |
| 29     | De Ring van de Moefti                                    | 24 maart 1972     | 6 juni 1972       |
| 30     | De Rosse Rupsen                                          | 7 juni 1972       | 17 augustus 1972  |
| 31     | Patati Patata                                            | 21 augustus 1972  | 30 oktober 1972   |
| 32     | Zwarte November                                          | 31 oktober 1972   | 14 januari 1973   |
| 33     | Het Lachvirus                                            | 15 januari 1973   | 25 maart 1973     |
| 34     | Prinses Lovely                                           | 26 maart 1973     | 7 juni 1973       |
| 35     | De Mosterd van Abraham                                   | 12 juni 1973      | 19 augustus 1973  |
| 36     | De Blauwe Blommebloem                                    | 20 augustus 1973  | 25 oktober 1973   |
| 37     | Zwoele Charlotte                                         | 29 oktober 1973   | 9 januari 1974    |
| 38     | De Man zonder Gezicht                                    | 10 januari 1974   | 20 maart 1974     |
| 39     | De Groene Slapjanus                                      | 21 maart 1974     | 4 juni 1974       |
| 40     | De Sluikslapers                                          | 5 juni 1974       | 13 augustus 1974  |
| 41     | Ottoman de Veertiende                                    | 14 augustus 1974  | 23 oktober 1974   |
| 42     | Het Kwade Oog                                            | 24 oktober 1974   | 5 januari 1975    |
| 43     | De Straal van Oemtata                                    | 6 januari 1975    | 16 maart 1975     |
| 44     | De Verdwenen Ming                                        | 17 maart 1975     | 29 mei 1975       |
| 45     | De Kroon van Neptunus                                    | 30 mei 1975       | 10 augustus 1975  |
| 46     | De Wensring                                              | 14 augustus 1975  | 23 oktober 1975   |
| 47     | De Groene Gravin                                         | 24 oktober 1975   | 6 januari 1976    |
| 48     | De Paardekop                                             | 7 januari 1976    | 15 maart 1976     |
| 49     | De Vleugeltjes van Xopotl                                | 16 maart 1976     | 25 mei 1976       |
| 50     | De Jinkaboems                                            | 26 mei 1976       | 8 augustus 1976   |
| 51     | De Blauwe Walvis                                         | 9 augustus 1976   | 17 oktober 1976   |
| 52     | De Dolle Vloot                                           | 18 oktober 1976   | 29 december 1976  |
| 53     | De Clo-Clo Clan                                          | 3 januari 1977    | 13 maart 1977     |
| 54     | De Wraak van Grote Clo                                   | 14 maart 1977     | 24 mei 1977       |
| 55     | De Zesde Kabouter                                        | 25 mei 1977       | 4 augustus 1977   |
| 56     | Het Geheim van Jan Spier                                 | 5 augustus 1977   | 13 oktober 1977   |
| 57     | Hannibal                                                 | 14 oktober 1977   | 25 december 1977  |
| 58     | Mister Nobody                                            | 27 december 1977  | 7 maart 1978      |
| 59     | De Kat van Katmandoe                                     | 8 maart 1978      | 21 mei 1978       |
| 60     | Het Theepotje des Konings                                | 22 mei 1978       | 31 juli 1978      |
| 61     | De Nerobloemen                                           | 1 augustus 1978   | 11 oktober 1978   |
| 62     | De Planeet Egmont                                        | 12 oktober 1978   | 22 december 1978  |
| 63     | De Zweefbonbons                                          | 23 december 1978  | 4 maart 1979      |
| 64     | De Smaragdgroene Pletskop                                | 5 maart 1979      | 15 mei 1979       |
| 65     | Daris doet het                                           | 16 mei 1979       | 27 juli 1979      |
| 66     | De Verdwenen Nero                                        | 28 juli 1979      | 7 oktober 1979    |
| 67     | De V-Machine                                             | 8 oktober 1979    | 17 december 1979  |
| 68     | De P.P. Safari                                           | 18 december 1979  | 27 februari 1980  |
| 69     | Grote Loebas                                             | 28 februari 1980  | 9 mei 1980        |
| 70     | Papa Papoea                                              | 10 mei 1980       | 20 juli 1980      |
| 71     | De Vierkante Mannen                                      | 22 juli 1980      | 28 september 1980 |
| 72     | Het Kasteel der Zuchten                                  | 29 september 1980 | 9 december 1980   |
| 73     | Het Spook van Zoetendaal                                 | 10 december 1980  | 19 februari 1981  |
| 74     | De A-Straal                                              | 20 februari 1981  | 3 mei 1981        |
| 75     | Het Gouden Hart                                          | 4 mei 1981        | 14 juli 1981      |
| 76     | De Oliespuiter                                           | 15 juli 1981      | 23 september 1981 |
| 77     | Allemaal Beestjes                                        | 28 september 1981 | 7 december 1981   |
| 78     | De Groene Steenbok                                       | 8 december 1981   | 17 februari 1982  |
| 79     | De Pierrewaaiers                                         | 18 februari 1982  | 29 april 1982     |
| 80     | De Batavieren                                            | 30 april 1982     | 12 juli 1982      |
| 81     | Het Monster van Sarawak                                  | 13 juli 1982      | 21 september 1982 |
| 82     | De Sprekende Draak                                       | 22 september 1982 | 2 december 1982   |
| 83     | De Zonen van Dracula                                     | 6 december 1982   | 15 februari 1983  |
| 84     | Het Bierkanaal                                           | 16 februari 1983  | 27 april 1983     |
| 85     | De Zwarte Toren                                          | 28 april 1983     | 7 juli 1983       |
| 86     | De Bom van Boema                                         | 8 juli 1983       | 18 september 1983 |
| 87     | De Ring van Balderic                                     | 19 september 1983 | 29 november 1983  |
| 88     | De Terugkeer van Geeraard de Duivel                      | 5 december 1983   | 10 februari 1984  |
| 89     | De Gouden Patatten                                       | 11 februari 1984  | 20 april 1984     |
| 90     | De Orde van de Wellustige Wezel                          | 21 april 1984     | 3 juli 1984       |
| 91     | Koeketiene                                               | 4 juli 1984       | 13 september 1984 |
| 92     | De Teen van Salomon                                      | 14 september 1984 | 22 november 1984  |
| 93     | De Verdorven Stad                                        | 26 november 1984  | 1 februari 1985   |
| 94     | Kiwi de Kiwi                                             | 2 februari 1985   | 14 april 1985     |
| 95     | Het Beest Zonder Naam                                    | 15 april 1985     | 10 juli 1985      |
| 96     | Hela de Heks                                             | 1 augustus 1985   | 24 oktober 1985   |
| 97     | Okkerdomme                                               | 25 oktober 1985   | 21 januari 1986   |
| 98     | Joske de Wreker                                          | 22 januari 1986   | 16 april 1986     |
| 99     | Baraka                                                   | 17 april 1986     | 13 juli 1986      |
| 100    | De Neroberg                                              | 14 juli 1986      | 7 oktober 1986    |
| 101    | De Dood van Pietje                                       | 8 november 1986   | 22 januari 1987   |
| 102    | De Bende van Lamu                                        | 24 januari 1987   | 17 april 1987     |
| 103    | Het Jaar van Ricardo                                     | 18 april 1987     | 15 juli 1987      |
| 104    | De Indiaanse Neusfluit                                   | 16 juli 1987      | 9 oktober 1987    |
| 105    | De Kleine Pieterman                                      | 2 november 1987   | 27 januari 1988   |
| 106    | De Gelukbrenger                                          | 28 januari 1988   | 24 april 1988     |
| 107    | De Verloren Zee                                          | 25 april 1988     | 17 juli 1988      |
| 108    | De Wraak van Nganga                                      | 23 juli 1988      | 16 oktober 1988   |
| 109    | Beo is Back                                              | 12 november 1988  | 3 februari 1989   |
| 110    | De "Z" van Zottebie                                      | 18 februari 1989  | 17 mei 1989       |
| 111    | De Adhemar Bonbons                                       | 27 mei 1989       | 21 augustus 1989  |
| 112    | Nerorock                                                 | 21 september 1989 | 15 december 1989  |
| 113    | Man van Europa                                           | 15 januari 1990   | 6 april 1990      |
| 114    | De Verschrikkelijke Tweeling                             | 7 mei 1990        | 2 augustus 1990   |
| 115    | De Bibberballon                                          | 3 augustus 1990   | 28 oktober 1990   |
| 116    | De Zwarte Piraat                                         | 1 december 1990   | 26 februari 1991  |
| 117    | De Boze Tongen                                           | 27 maart 1991     | 26 juni 1991      |
| 118    | De Gouden Hemelkijker                                    | 27 juli 1991      | 21 oktober 1991   |
| 119    | De Gladde Figaro                                         | 23 november 1991  | 17 februari 1992  |
| 120    | De 3 Wrekers                                             | 14 maart 1992     | 11 juni 1992      |
| 121    | De Grote Geheimzinnigaard                                | 11 juli 1992      | 6 oktober 1992    |
| 122    | Barbarijse Vijgen (eerste verhaal i-s-m- Dirk Stallaert) | 7 november 1992   | 4 februari 1993   |
| 123    | Wonderboy                                                | 6 februari 1993   | 4 mei 1993        |
| 124    | De Kroon van Elisabeth                                   | 5 mei 1993        | 1 juli 1993       |
| 125    | De Steen van Abraham                                     | 2 augustus 1993   | 25 oktober 1993   |
| 126    | De Kolbak van How                                        | 26 oktober 1993   | 20 januari 1994   |
| 127    | Doe de Petoe                                             | 22 januari 1994   | 19 april 1994     |
| 128    | De Kolokieten                                            | 20 april 1994     | 17 juli 1994      |
| 129    | De Hond van Pavlov                                       | 18 juli 1994      | 13 oktober 1994   |
| 130    | De Duivelsklauw                                          | 14 oktober 1994   | 8 oktober 1995    |
| 131    | De Prinses van Wataboeng                                 | 9 januari 1995    | 4 april 1995      |
| 132    | IJskoud Geblaas                                          | 5 april 1995      | 3 juli 1995       |

## InDe Standaard/Het NieuwsbladenHet Volk(na overname)
| Nummer | Titel                       | Van               | Tot               |
| ------ | --------------------------- | ----------------- | ----------------- |
| 133    | De Muurloper                | 4 juli 1995       | 28 september 1995 |
| 134    | Het Spook uit de Zandstraat | 29 september 1995 | 26 december 1995  |
| 135    | Het Achtste Wereldwonder    | 27 december 1995  | 21 maart 1996     |
| 136    | Singbonga                   | 22 maart 1996     | 19 juni 1996      |
| 137    | De Roos van Sakhti          | 20 juni 1996      | 13 september 1996 |
| 138    | De Held der Helden          | 14 september 1996 | 13 december 1996  |
| 139    | Operatie Ratsjenko          | 16 december 1996  | 11 maart 1997     |
| 140    | De Blauwe Woestijn          | 12 maart 1997     | 8 juni 1997       |
| 141    | Bompanero                   | 9 juni 1997       | 3 september 1997  |
| 142    | De Staf van Bompa           | 4 september 1997  | 29 november 1997  |
| 143    | De Dood van Bompa           | 1 december 1997   | 24 februari 1998  |
| 144    | Palermo                     | 25 februari 1998  | 20 mei 1998       |
| 145    | Het Adhemar-Elixir          | 23 mei 1998       | 24 augustus 1998  |
| 146    | De Blauwe Broertjes         | 25 augustus 1998  | 17 november 1998  |
| 147    | De Dolle Steek              | 18 november 1998  | 11 februari 1999  |
| 148    | Windkracht 2000             | 12 februari 1999  | 8 mei 1999        |
| 149    | De Vijfurenboom             | 10 mei 1999       | 5 augustus 1999   |
| 150    | De Grote Shimboem           | 6 augustus 1999   | 28 oktober 1999   |
| 151    | Het Hik-Virus               | 29 oktober 1999   | 25 januari 2000   |
| 152    | Leopold 5                   | 26 januari 2000   | 18 april 2000     |
| 153    | De Orde van de Lange Tenen  | 19 april 2000     | 14 juli 2000      |
| 154    | De Gulfstreum               | 15 juli 2000      | 19 oktober 2000   |
| 155    | De Erfenis van Millaflotta  | 20 oktober 2000   | 16 januari 2001   |
| 156    | Kweetnie                    | 17 januari 2001   | 12 april 2001     |
| 157    | Het Bio-Bao-Virus           | 13 april 2001     | 11 juli 2001      |
| 158    | Kroonprins Petoetje         | 12 juli 2001      | 3 oktober 2001    |
| 159    | De Bonobo's                 | 4 oktober 2001    | 31 december 2001  |
| 160    | Wolken van Vreugde          | 3 januari 2002    | 30 maart 2002     |
| 161    | De Hemelse Vrede            | 2 april 2002      | 25 juni 2002      |
| 162    | De Bol van Timotheus        | 26 juni 2002      | 28 september 2002 |
| 163    | Zilveren Tranen             | 30 september 2002 | 31 december 2002  |

## Hommages
- De zeven vloeken (2017)
- De toet van Tut (2020)
- De hemeltergers (2022)

## Compilaties
- Met Nero op safari (2004)
- De duivelse trilogie (2005)
- Clo-Clo Trilogie (2006)
- 't Kapoentje trilogie (2007)
- Adhemar-Trilogie (2008)
- De gevleugelde trilogie (2009)
- De Tuizentfloot trilogie (2010)
- De Brussel trilogie (2011)
- De Far West trilogie (2012)
- De Oosterse trilogie (2013)